# Кішода
Кішода (рум. Chișoda) — село у повіті Тіміш в Румунії. Входить до складу комуни Джирок.
Село розташоване на відстані 408 км на захід від Бухареста, 6 км на південь від Тімішоари.

## Населення
За даними перепису населення 2002 року у селі проживали 2004 особи.
Національний склад населення села:
| Національність | Кількість осіб | Відсоток |
| -------------- | -------------- | -------- |
| румуни         | 1858           | 92,7%    |
| угорці         | 71             | 3,5%     |
| німці          | 51             | 2,5%     |
| серби          | 12             | 0,6%     |
| цигани         | 8              | 0,4%     |

Рідною мовою назвали:
| Мова      | Кількість осіб | Відсоток |
| --------- | -------------- | -------- |
| румунська | 1869           | 93,3%    |
| угорська  | 69             | 3,4%     |
| німецька  | 48             | 2,4%     |
| сербська  | 11             | 0,5%     |
| циганська | 7              | 0,3%     |